# Рокки (франшиза)
«Ро́кки» (англ. Rocky) — медиафраншиза, созданная после успеха одноимённого спортивного фильма, вышедшего в прокат в 1976 году с Сильвестром Сталлоне в главной роли.
Франшиза включает в себя 2 киносерии, в которые в целом входят 9 вышедших фильмов. Основная серия насчитывает шесть фильмов, выходивших с 1976 по 2006 годы, и рассказывает историю боксёра Рокки Бальбоа, который в пятом фильме впервые выступил в роли тренера. Побочная серия, состоящая из фильмов «Крид: Наследие Рокки» (2015), «Крид 2» (2018) и «Крид 3» (2023), сюжетно продолжает серию о Рокки, однако сконцентрирована на истории нового персонажа — боксёра Адониса Крида (Майкл Б. Джордан), сына умершего соперника и друга Рокки Аполло Крида (Карл Уэзерс), наставником и тренером которого в первых двух лентах является Рокки Бальбоа. Ко всем фильмам основной серии Сталлоне писал сюжеты и сценарии в одиночку, а для первых двух фильмов побочной серии участвовал в написании сценариев на основе сюжетов других писателей, став автором каждой сцены и диалога с участием Рокки Бальбоа в обоих фильмах. Режиссёром оригинального и пятого фильмов выступил  Джон Эвилдсен, остальные четыре фильма основной серии были сняты Сталлоне, а два фильма побочной серии — Райаном Куглером и Стивеном Кейплом-младшим соответственно.
8 фильмов франшизы собрали в общей сложности более 1,4 млрд долларов в мировом кинопрокате. Оригинальный, третий и седьмой фильмы получили номинации на премию «Оскар». Первый фильм получил приз в категориях «Лучший фильм», «Лучшая режиссура» и «Лучший монтаж». Сам Сталлоне получил номинации на «Оскар» за роль Рокки Бальбоа в первом и седьмом фильмах. Саундтрек к серии «Рокки» также получил номинации за первый и третий фильмы.

## Фильмы
| Фильм                | Дата выпуска    | Режиссёр             | Сценарист(ы)                                                                       | Продюсеры |
| -------------------- | --------------- | -------------------- | ---------------------------------------------------------------------------------- | --- |
| Рокки                | 3 декабря 1976  | Джон Г. Эвилдсен     | Сильвестр Сталлоне                                                                 | Ирвин Уинклер и Роберт Чартофф                                                                                         |
| Рокки 2              | 15 июня 1979    | Сильвестр Сталлоне   | Сильвестр Сталлоне                                                                 | Ирвин Уинклер и Роберт Чартофф                                                                                         |
| Рокки 3              | 28 мая 1982     | Сильвестр Сталлоне   | Сильвестр Сталлоне                                                                 | Ирвин Уинклер и Роберт Чартофф                                                                                         |
| Рокки 4              | 27 ноября 1985  | Сильвестр Сталлоне   | Сильвестр Сталлоне                                                                 | Ирвин Уинклер и Роберт Чартофф                                                                                         |
| Рокки 5              | 16 ноября 1990  | Джон Г. Эвилдсен     | Сильвестр Сталлоне                                                                 | Ирвин Уинклер и Роберт Чартофф                                                                                         |
| Рокки Бальбоа        | 20 декабря 2006 | Сильвестр Сталлоне   | Сильвестр Сталлоне                                                                 | Чарльз Уинклер, Билли Чартофф, Дэвид Уинклер и Кевин Кинг Темплтон                                                     |
| Крид: Наследие Рокки | 25 ноября 2015  | Райан Куглер         | Сюжет: Райан Куглер Сценарий: Райан Куглер, Аарон Ковингтон и Сильвестр Сталлоне   | Ирвин Уинклер, Роберт Чартофф, Чарльз Уинклер, Уильям Чартофф, Дэвид Уинклер, Кевин Кинг Темплтон и Сильвестр Сталлоне |
| Крид 2               | 21 ноября 2018  | Стивен Кейпл-младший | Сюжет: Саша Пенн и Чео Ходари Кокер Сценарий: Юэль Тейлор и Сильвестр Сталлоне     | Сильвестр Сталлоне, Кевин Кинг Темплтон, Чарльз Уинклер, Уильям Чартофф, Дэвид Уинклер и Ирвин Уинклер                 |
| Крид 3               | 3 марта 2023    | Майкл Б. Джордан     | Сюжет: Райан Куглер, Кинан Куглер и Зак Бейлин Сценарий: Кинан Куглер и Зак Бейлин | Кевин Кинг Темплтон, Чарльз Уинклер,Уильям Чартофф, Райан Куглер, Дэвид Уинклер, Ирвин Уинклер и Сильвестр Сталлоне    |

### Основная серия «Рокки»

#### Рокки (1976)
Рокки Бальбоа (Сильвестр Сталлоне) — второсортный боксёр и неудачник, так как он работает изо дня в день как коллектор для ростовщика и борется в клубах низкого уровня за копеечные награды, что делает из него посмешище и люди говорят, что он не что иное, как «задница», особенно тренер по тренажёрным залам Микки Голдмилл (Бёрджесс Мередит). В то же время Рокки успешно ухаживает за Адрианой Пеннино (Талия Шайр), болезненно застенчивой женщиной с братом Поли (Берт Янг), алкоголиком. Но когда чемпион мира тяжеловес боксер Аполло Крид (Карл Уэзерс) выбирает наугад Рокки, как своего оппонента в бою за титул, Рокки понимает, что теперь имеет шанс доказать, что он достоин. С поддержкой Адрианы и Микки, который становится его тренером и менеджером, Рокки борется за свое самоуважение.

#### Рокки 2 (1979)
Вскоре после того как он себя достойно показал, даже вопреки проигрышу в пользу Аполло Крида из-за своей моментальной ошибки, Рокки в ожидании хорошей жизни. Он женится на Адриане и начинает тратить заработанные в матче деньги. Но после череды низкооплачиваемых рабочих мест, Рокки понимает, что единственный способ выжить — снова начать заниматься боксом. С другой стороны, Крид сталкивается с критикой со стороны болельщиков. В результате он публично издевается над Рокки в матче-реванше, к которому Рокки снова тренируется с помощью Микки. В пятнадцатом раунде Рокки сбивает Крида на землю, сам падая на ковёр. Оба бойца изо всех сил пытаются встать на ноги, но только Рокки это удается. Впервые Рокки объявлен чемпионом мира в тяжёлом весе.

#### Рокки 3 (1982)
После победы в тяжёлом весе, Рокки использует свое новообретённое богатство и известность, появляясь в нескольких рекламных и телевизионных программах и наслаждаясь своим новым статусом знаменитости. После многократных побед он готов уйти на пенсию, но претендент номер один, Джеймс «Клуббер» Ланг (играет Мистер Ти), бросает вызов Рокки публично. Рокки деморализован из-за сердечного приступа Микки перед боем и его одолевает более сильный Ланг. Рокки выбивается во втором раунде. Микки умирает после боя, а бывший соперник Аполло Крид снова вступает в игру, тренируя Рокки, чтобы сражаться в старом стиле Крида (в его старом спортзале Лос-Анджелеса) и использовать больше хитрости и мастерства. В матче-реванше Рокки побеждает Ланга, утомляя более сильного бойца и в конце концов выбив его в третьем раунде. После боя Аполло называет свою «цену» за тренировку «Рокки», которая представляет собой матч «один на один» между двумя из них без камер, без средств массовой информации, только мужчина против мужчины в спортзале. Фильм заканчивается, когда каждый из них бросает свой первый удар.

#### Рокки 4 (1985)
После победы над Лангом, Рокки продолжает жить полной жизнью, особенно теперь, когда он и Аполло хорошие друзья. Однако новый боец из СССР, Иван Драго (Дольф Лундгрен), вызывает Рокки на товарищеский матч. Аполло сражается вместо него, и жестоко избитый, умирает в объятиях Рокки на ринге. Рокки в качестве мести вызывает Драго на матч, который должен состояться во время Рождества в Москве. В монтаже, изобилующем советской символикой, показано как Рокки тренируется в Сибири в компании старого тренера Крида, Дюка, его шурина Полли и Адрианы, занимаясь разрушением дерева, подъёмом камней, бегом по снегу и восхождением на гору, в то время как Драго тренируется на современных тренажёрах в современном зале и принимает стероиды для увеличения силы. Во время битвы Рокки оказывается жестоко избитым, но отказывается упасть и в конечном счете наносит решающий удар Драго за секунды до финала боя.

#### Рокки 5 (1990)
После битвы с Иваном Драго, Рокки Бальбоа диагностируют необратимые повреждения головного мозга, из-за чего ему приходится уйти с ринга. Кроме того, он едва не становится банкротом из-за недобросовестного бухгалтера. Семья Рокки возвращается в свой старый район, а Адриана устраивается в зоомагазин, в то время как (во второстепенном сюжете) Рокки (Роберт) младший (его играет настоящий сын Сильвестра Сталлоне, Сейдж) оказывается жертвой насилия в своей школе. Рокки вновь открывает старый тренировочный зал Микки. Во время тренировки других боксёров, Рокки встречает молодого боксёра по имени Томми Ганн (играет реальный боец Томми Моррисон) и начинает тренировать его, практически не уделяя внимания проблемам сына. К сожалению, по мере того, как Томми становится известным «под крылом» Рокки, промоутер боёв Дюк убеждает Томми, что Рокки удерживает его, и Томми меняет Рокки на Дюка. После победы за титул в тяжёлом весе, Томми произносит речь благодарности Дюку, однако слышит крики «Рокки» из толпы. Находясь в ярости, будучи прозванным публицистами как «робот Рокки», и услышав что он «не Рокки Бальбоа», Томми решает найти своего бывшего наставника для окончательной разборки. Рокки пытается уклониться от вызова, однако, вынужденный драться, побеждает Томми Ганна в уличном поединке. После этого достаётся и Дюку. В конце фильма Рокки и Роберт восстанавливают отношения.

#### Рокки Бальбоа (2006)
Действие фильма происходит через шестнадцать лет после боя Рокки со своим бывшим протеже Томми Ганном. Рокки давно не участвует в боях и практически не общается с сыном, а Адриан умерла. Рокки держит ресторан, названный в честь его жены, в котором он держит сувениры своего лучшего времени, и рассказывает о своей карьере посетителям. Симуляция боя на ESPN, моделирующая схватку между молодым Рокки Бальбоа и нынешним чемпионом Мейсоном Диксоном (Антонио Тарвер) предполагает победу Рокки и тот воодушевляется идеей снова вернуться на ринг. В продолжительном бою Диксон ломает руку, однако получает победу решением двух из трёх судей (в альтернативном финале Рокки выигрывает). Рокки восстанавливает отношения с сыном и посещает могилу жены.

#### Планы на седьмой фильм
В мае 2019 года на Каннском кинофестивале Сильвестр Сталлоне заявил, что не будет принимать участие в третьем фильме об Адонисе Криде и предпочёл бы сняться в новой полноценной ленте о Рокки Бальбоа. В июле было опубликовано интервью изданию Variety, в котором Сталлоне и продюсер Ирвин Уинклер объявили о начале производства нового фильма о Рокки, который разрабатывается отдельно от третьей ленты о Криде. В мае 2020 Сталлоне с рассказал, что работа над новым сольном фильме о Рокки ведется, но зелёный свет от студии на начало съемок пока не получен.

### Побочная серия «Крид»

#### Крид: Наследие Рокки (2015)
Адонис «Донни» Джонсон, незаконнорожденный сын покойного бывшего чемпиона в тяжелом весе Аполло Крида, находит Рокки Бальбоа у Адрианы и просит Рокки стать его тренером. Рокки неохотно, но соглашается. Когда становится известно, что Донни является внебрачным сыном Крида, хендлеры мира в полутяжелом весе «Красавчик» Рикки Конлан, который вынужден уйти в отставку на предстоящий тюремный срок, предлагают сделать Донни последним претендентом, при условии, что он изменит свое имя на Адонис Крид. Донни сначала отказывается, не желая быть в тени отца, однако в конце концов соглашается. Помогая Донни тренироваться, Рокки узнает, что болен неходжкинской лимфомой. Он изначально не хочет проходить химиотерапию, потому она не спасла Адриану от рака яичников. Донни убеждает Рокки искать лечение и продолжать тренировки, в то время как Рокки восстанавливается. В битве, напоминающей первый бой Аполло и Рокки, Донни сражается с Конланом в Ливерпуле и удивляет зрителей, выдержав весь бой. Конлан побеждает решением большинства, но Донни завоевывает уважение Конлана и зрителей, по этой причине Конлан называет Донни будущим чемпионом в полутяжелом весе.

#### Крид 2 (2018)
В январе 2016 года Сильвестр Сталлоне и генеральный директор MGM Гари Барбер подтвердили, что продолжение «Крид» находится в разработке. В январе 2016 года сообщалось, что дата выхода второго фильма «Крид» была предварительно назначена на ноябрь 2017 года. Куглер, возможно, не будет режиссёром из-за проблем с графиком, но он подтвердил, что по-прежнему будет задействован в каком-то амплуа. В июле того же года Сталлоне изначально намекнул на сюжет, который связан с «Рокки 4», а затем подписал контракт, что будет сценаристом фильма. В том же месяце Сталлоне подтвердил, что противник из «Рокки 4» Иван Драго будет играть роль в сюжете фильма. Дольф Лундгрен подтвердил свое участие в фильме сообщением на своей странице Instagram. К сентябрю Сталлоне заявил, что фильм будет выпущен в 2018 году. 11 декабря 2017 года Стивен Капль Мл. был подтверждён режиссёром фильма, который планируется начать снимать весной 2018 года.

### Планы на побочный фильм «Драго»
В ноябре 2021 года было объявило о разработке фильма, посвященного персонажу Ивану Драго. К июлю 2022 года MGM официально объявила о старте проекта. в качестве сценариста проекта выступила Роберт Лоутон. Утверждается, что сценарий основан на предыстории Ивана Драго. Объявление о спин-оффе было встречено критикой со стороны Сталлоне, который заявил, что продюсер Ирвин Уинклер «эксплуатирует» франшизу.

### Сборы
| Фильм | Дата выпуска    | Сборы            | Сборы             | Сборы          | Рэнкинг сборов             | Рэнкинг сборов | Бюджет   | Ссылки               |
| Фильм | Дата выпуска    | Северная Америка | Другие территории | Мировые        | Позиция в Северной Америке | Позиция в Мире | Бюджет   | Ссылки               |
| --- | --------------- | ---------------- | ----------------- | -------------- | -------------------------- | -------------- | -------- | -------------------- |
| Рокки | 3 декабря 1976  | $117,235,147     | $107,764,853      | $225,000,000   | #621 #84 (A)               | #772           | $1.1 млн | [ 14 ] [ 15 ]        |
| Рокки 2 | 15 июня 1979    | $85,182,160      | $115,000,000      | $200,182,160   | #965                       | #907           | $7 млн   | [ 15 ] [ 16 ]        |
| Рокки 3 | 28 мая 1982     | $125,049,125     |                   | $270,000,000   | #563 #160 (A)              |                | $17 млн  | [ 15 ] [ 18 ]        |
| Рокки 4 | 27 ноября 1985  | $127,873,716     | $172,600,000      | $300,473,716   | #535                       | #542           | $28 млн  | [ 15 ] [ 19 ]        |
| Рокки 5 | 16 ноября 1990  | $40,946,358      | $79,000,000       | $119,946,358   | #2,229                     | #1,519         | $42 млн  | [ 15 ] [ 20 ]        |
| Рокки Бальбоа | 20 декабря 2006 | $70,270,943      | $85,959,151       | $156,229,050   | #1,237                     | #1,203         | $24 млн  | [ 15 ] [ 21 ] [ 22 ] |
| Крид: Наследие Рокки | 25 ноября 2015  | $109,778,883     | $64,400,000       | $174,178,883   | #684                       | #1,054         | $35 млн  | [ 23 ]               |
| Крид 2 | 21 ноября 2018  | $115,715,889     | $98,500,000       | $214,215,889   | #636                       | #816           | $50 млн  | [ 24 ]               |
| Крид 3 | 3 марта 2023    | $156,248,615     | $119,000,000      | $275,248,615   | #381                       | #595           | $75 млн  | [ 25 ]               |
| Сумма | Сумма           | $948 300 836     | $987 174 879      | $1 935 474 671 | #44 #17 (A)                |                | $229 млн | [ 15 ] [ 26 ] [ 27 ] |
| Примечания: - Темно-серые ячейки указывают, что информация о фильме недоступна. - (A) указывает скорректированные итоги на основе текущих цен на билеты (калькуляция Box Office Mojo). - Сборы Рокки 3 включают перевыпуск 1983 года. |                 |                  |                   |                |                            |                |          |                      |

## Видеоигры

### По фильмам серии «Рокки»
- Rocky Super Action Boxing[англ.] (1983)
- Rocky[англ.] (1987)
- Rocky[англ.] (2002)
- Rocky Legends[англ.] (2004)
- Rocky Balboa[англ.] (2007)
- Real Boxing 2 Rocky (2016)

### По фильмам серии «Крид»
- Real Boxing 2 Creed (2015)
- Creed: Rise to Glory[англ.] (2018)

### По обоим сериям
- Big Rumble Boxing: Creed Champions (2021)

### Гостевые участия
- Fight Night Round 4 (2009)
- Fight Night Champion (2011)

## Мюзикл
- Rocky: The Musical[англ.] (2012—н. в.)